# Country Club Hills (Illinois)
Country Club Hills város az USA Illinois államában, Cook megyében. Lakosainak száma 16 775 fő (2020. április 1.).

## Népesség
A település népességének változása:

| 2010 | 16 541 |
| 2020 | 16 775 |